# Belgische Gouden Schoen 1986
De verkiezing van de Belgische Gouden Schoen 1986 werd in 1987 gehouden. Jan Ceulemans won deze voetbalprijs voor de derde keer, waarmee hij het aantal uitverkiezingen van Wilfried Van Moer evenaarde. 

## De prijsuitreiking
Club Brugge werd in 1986 voor de tweede keer op rij vicekampioen, maar daar had Jan Ceulemans zijn derde Gouden Schoen niet aan te danken. Het waren zijn prestaties als aanvoerder van de Rode Duivels die hem een derde trofee opleverden. Ceulemans had de halve finale bereikt van het WK 1986 en had een belangrijk aandeel in de met 4-3 gewonnen thriller tegen de Sovjet-Unie in de kwartfinale.
Enzo Scifo, die nochtans werd uitgeroepen tot Beste Jongere van het WK, haalde de top 3 niet. Hij kwam achter de schermen niet goed overeen met Ceulemans, die meer steun van de Vlaamse pers genoot. Balgoochelaar Juan Lozano maakte op voorhand ook kans op de trofee, maar dat hield Ceulemans niet tegen om nog voor de bekendmaking naar de Grote Markt van Brussel te rijden. Hij stapte La Maison du Cygne binnen, het restaurant waar de prijs werd uitgereikt, net op het ogenblik dat zijn naam via de radio als winnaar werd bekendgemaakt. De uitreiking vond in die dagen nog in gesloten kring plaats en werd niet live uitgezonden op televisie.

## Top 3
| Nr. | Land            | Naam           | Club(s)        | Punten |
| --- | --------------- | -------------- | -------------- | ------ |
| 1.  | Vlag van België | Jan Ceulemans  | Club Brugge    | 430    |
| 2.  | Vlag van Spanje | Juan Lozano    | RSC Anderlecht | 219    |
| 3.  | Vlag van België | Gilbert Bodart | Standard Luik  | 181    |

1954 · 
1955 · 
1956 · 
1957 · 
1958 · 
1959 · 
1960 · 
1961 · 
1962 · 
1963 · 
1964 · 
1965 · 
1966 · 
1967 · 
1968 · 
1969 · 
1970 · 
1971 · 
1972 · 
1973 · 
1974 · 
1975 · 
1976 · 
1977 · 
1978 · 
1979 · 
1980 · 
1981 · 
1982 · 
1983 · 
1984 · 
1985 · 
1986 · 
1987 · 
1988 · 
1989 · 
1990 · 
1991 · 
1992 · 
1993 · 
1994 · 
1995 · 
1996 · 
1997 · 
1998 · 
1999 · 
2000 · 
2001 · 
2002 · 
2003 · 
2004 · 
2005 · 
2006 · 
2007 · 
2008 · 
2009 · 
2010 · 
2011 · 
2012 · 
2013 · 
2014 · 
2015 · 
2016 · 
2017 ·
2018 ·
2019 ·
2020 ·
2022 ·
2023 ·
2024